# Stichopathes eustropha
Stichopathes eustropha är en korallart som beskrevs av Ferdinand Albin Pax 1931. Stichopathes eustropha ingår i släktet Stichopathes och familjen Antipathidae. Inga underarter finns listade i Catalogue of Life.